# Banco (Sanzeno)
Banco (Banc' in noneso) è una frazione del comune di Sanzeno in provincia autonoma di Trento.

## Storia
Banco è stato comune autonomo fino al 1928, anno in cui venne aggregato a Sanzeno. Il comune venne ricostituito nel 1953, per poi venire nuovamente aggregato a Sanzeno nel 1968.

## Monumenti e luoghi d'interesse

### Architetture religiose
- Chiesa di Sant'Antonio Abate, documentata nel 1376.[4]
- Chiesa di San Valentino, documentata nel 1537.[5]